# Comunità montana Valle di Mosso
La Comunità montana Valle di Mosso è una ex comunità montana del Piemonte.

## Storia
La comunità montana si sviluppava all'interno della Valle di Mosso, nel territorio delle Prealpi biellesi.  Aveva sede a Crocemosso. Ha cessato di esistere il 31 dicembre 2009 per effetto del decreto n. 70 del 28 agosto 2009 del Presidente della Giunta Regionale del Piemonte che ha costituito la nuova Comunità montana Val Sessera, Valle di Mosso e Prealpi Biellesi.

## Territorio
Facevano parte della comunità montana i comuni di Bioglio, Callabiana, Camandona, Mosso con Pistolesa, Pettinengo, Selve Marcone, Soprana, Trivero, Vallanzengo, Valle Mosso, Valle San Nicolao e Veglio